# Lo catalanisme
Lo catalanisme (El catalanismo) es un libro publicado por Valentí Almirall en 1886, subtitulado «Motivos que lo legitiman, fundamentos científicos y soluciones prácticas». Supuso la culminación de la divulgación doctrinal de un nuevo catalanismo llamado particularismo y el intento de organizar un movimiento emancipador en Cataluña pero nunca separatista, después del desengaño de Almirall con el federalismo español, con el que había roto en 1881.

## Descripción

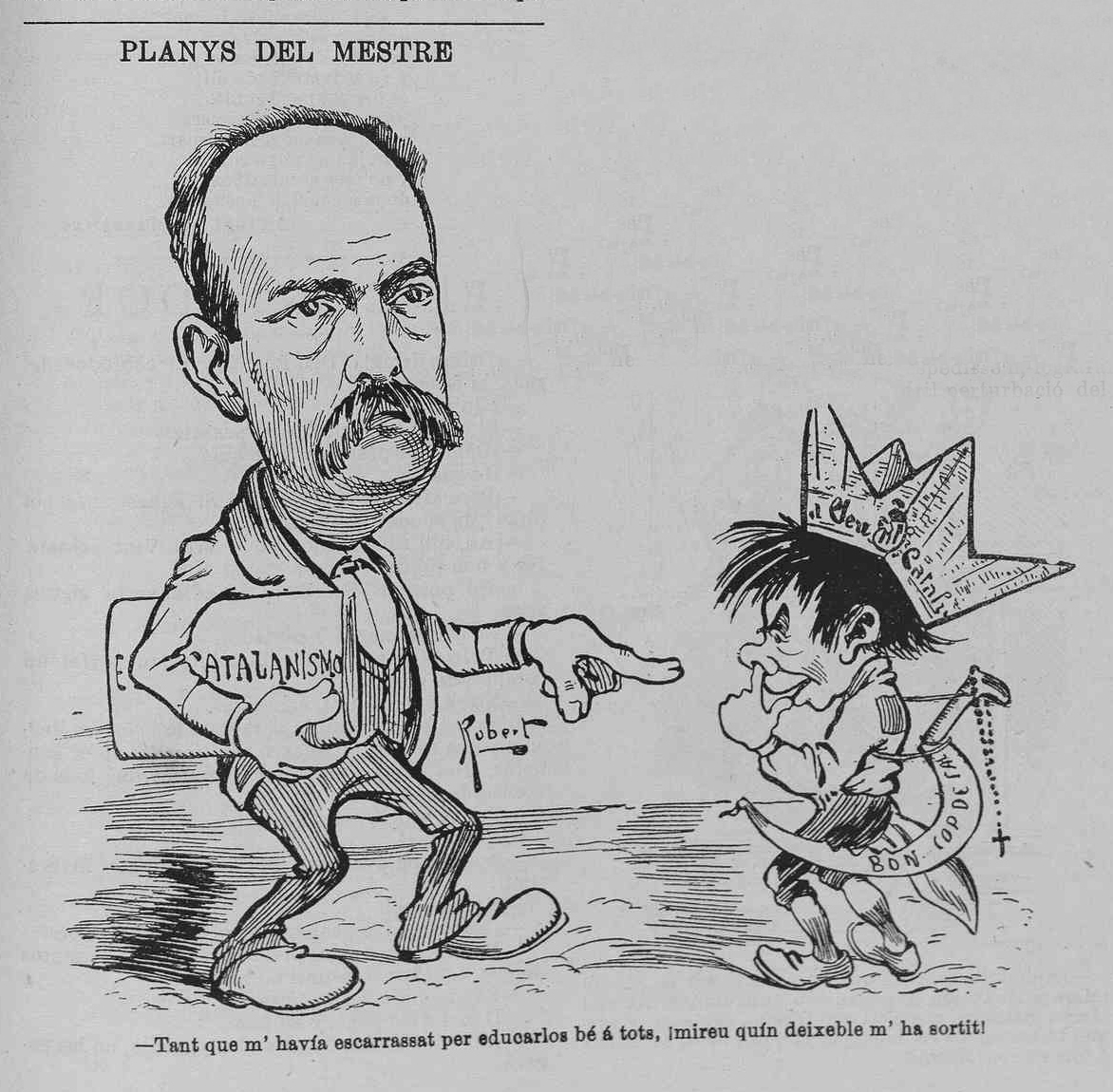
Caricatura publicada en 1902 en La Esquella de la Torratxa en la que aparece Valentí Almirall sosteniendo su obra El catalanismo

En el libro, Almirall argumenta un particularismo catalán, que no independentismo, contraponiendo la concreción y realismo del carácter catalán con la abstracción y diversidad del carácter castellano. También sostiene que la lengua catalana es el vínculo de unidad y cohesión de los catalanes. Reclama una descentralización basada en regiones y comarcas en lugar de provincias administrativas.
Defiende un papel de Cataluña como de motor de progreso de España. Diferencia el catalanismo, centrado en los asuntos de Cataluña, del regionalismo, que utiliza para hablar de las relaciones con otras regiones españolas, y del particularismo, para definir los principios teóricos científicos generales del catalanismo.

## Recepción
Fue publicado el 2 de mayo de 1886, el día de la fiesta de los Juegos Florales de Barcelona que Almirall presidía. El activismo que pregonaba el libro duró pocos años, porque Almirante enseguida sufrió una grave enfermedad, se opuso sin éxito a la Exposición Universal de Barcelona de 1888 y fue marginado hasta su muerte, en 1904. Fue en la década de 1930 cuando Antoni Rovira i Virgili revalorizó el libro y consideró a Almirall como principal ideólogo del catalanismo, en contra de Enric Prat de la Riba.